# Verviers
Verviers (valonă Vervî) este un oraș francofon din regiunea Valonia din Belgia. Comuna este formată din localitățile Verviers, Ensival, Lambermont, Petit-Rechain, Stembert, și Heusy. Suprafața totală este de 33,07 km². La 1 ianuarie 2008 comuna avea o populație totală de 54.519 locuitori. 

## Personalități născute aici
- Philippe Gilbert (n. 1982), ciclist.

## Localități înfrățite
- Franța: Arles;
- Franța: Roubaix;
- Franța: La Motte-Chalancon;
- Regatul Unit: Bradford;
- Germania: Mönchengladbach.